# Lonely One Nunatak
Lonely One Nunatak är en nunatak i Antarktis. Den ligger i Östantarktis. Nya Zeeland gör anspråk på området. Toppen på Lonely One Nunatak är 486 meter över havet, eller 36 meter över den omgivande terrängen. Bredden vid basen är 1,5 km.
Terrängen runt Lonely One Nunatak är lite kuperad. Trakten är obefolkad. Det finns inga samhällen i närheten.